# 劉泉 (嘉靖進士)
劉泉（？—？），字漸甫，號蒙山，直隸蘇州府常熟縣人，民籍，明朝政治人物。

## 生平
嘉靖三十一年（1552年）壬子科應天府鄉試一百三十四名舉人。嘉靖三十二年（1553年）中式癸丑科會試第二百七十三名，三甲第九十四名進士。兵部观政，授浙江嚴州府推官，卒。

## 家族
曾祖劉桓；祖父劉煊；父劉寅，母沈氏。弟刘汞、刘永、刘㫤。